# Lorry-lès-Metz
Lorry-lès-Metz é uma comuna francesa na região administrativa de Grande Leste, no departamento de Mosela. Estende-se por uma área de 6,09 km². Em 2010 a comuna tinha 1 842 habitantes (densidade: 302,5 hab./km²).